# HMS Upholder (P37)
Lo HMS Upholder (P37) fu un sommergibile di classe U della Royal Navy costruito dalla Vickers-Armstrongs presso Barrow-in-Furness. Fu impostato il 30 ottobre del 1939 e fu varato l'8 luglio 1940 e battezzato dalla signora Doris Thompson, moglie di uno dei direttori dei costruttori. Il sottomarino fu messo in servizio il 31 ottobre 1940. Fu uno dei quattro sottomarini di classe U che avevano tubi di lancio per siluri esterni in aggiunta ai quattro interni inseriti in tutte le navi. Furono esclusi dalle navi successive perché interferivano con il mantenimento della quota alla profondità di periscopio.

## Carriera
Divenne il sottomarino britannico di maggior successo della seconda guerra mondiale. Fu comandato per la sua intera carriera dal Lt. Commander (equivalente del capitano di corvetta) Malcolm David Wanklyn (1911–1942), insignito della Victoria Cross e del Distinguished Service Order. Dopo un periodo di addestramento, partì per Malta il 10 dicembre 1940 e fu unito alla 10th Submarine Flotilla (la decima flottiglia) stanziata presso la base sottomarini dell'isola Manoel, a nord di La Valletta, nello stretto di Marsamuscetto. Completò 24 ricognizioni, affondando 93 031 tonnellate di navi nemiche, ovvero il cacciatorpediniere Libeccio dopo la battaglia del convoglio Duisburg (dal nome di uno dei piroscafi che lo componeva), due sommergibili (il Tricheco e il Saint Bon), tre grossi trasporti truppe (Conte Rosso, Neptunia e Oceania), sei navi da carico (Antonietta Lauro, Arcturus, Leverkusen, Laura C., Enotria, Tembien), una nave ausiliaria (il trasporto Lussin) e un dragamine ausiliario (il B 14 Maria). Wanklyn fu insignito della Victoria Cross per una ricognizione nel 1941 quando attaccò un convoglio particolarmente ben difeso e affondò il transatlantico italiano da 18 000 tonnellate Conte Rosso la notte del 24 maggio. Danneggiò anche l'incrociatore italiano Giuseppe Garibaldi.

## Affondamento
L'Upholder fu perduto con tutto l'equipaggio nella sua 28ª missione di guerra (la 26ª nel Mediterraneo), che doveva essere l'ultima prima del ritorno nel Regno Unito. Il battello partì da Malta il 6 aprile 1942 con il compito di sbarcare due sabotatori arabi accompagnati da due ufficiali britannici (il capitano 'Tug' Wilson dei Royal Marines e il lance corporal Charles Parker del Bedfordshire and Hertfordshire Regiment) incaricati di far saltare una linea ferroviaria a Susa, in Tunisia; portata a termine la missione nella notte tra il 9 e il 10 aprile e ripresi a bordo i due britannici, l'Upholder si incontrò la notte seguente a occidente dell'isola Lampione con il sommergibile HMS Unbeaten su cui si trasferì il capitano Wilson, incaricato di rientrare in patria con importanti documenti di intelligence. L'Upholder si recò quindi in pattugliamento al largo dell'isola di Djerba, ma alle 22:55 dell'11 aprile ricevette l'ordine di trasferirsi nella posizione 33° N, 14° E per controllare le acque a est di Tripoli; alle 10:15 del 12 aprile, infine, il battello ricevette istruzioni dal comando della 10ª Flottiglia di spostarsi a nord-est di Tripoli per formare con i sommergibili HMS Urge e HMS Thrasher una linea di agguato sulla rotta di un convoglio italiano diretto nel porto libico (il convoglio "Aprilia"): nello schieramento, che doveva entrare in vigore alle ore 02:00 del 15, l'Upholder ebbe assegnata la posizione 33° 25' N, 13° 40' E, in mezzo tra l'Urge e il Thrasher. Furono questi due sommergibili che, a partire dalle prime ore del 14 aprile, riferirono di aver udito ripetute esplosioni di cariche di profondità; quella notte il Thrasher tentò di mettersi in contatto con l'Upholder come concordato, ma non ottenne risposta.
L'esatta causa dell'affondamento del battello è discussa. Per lungo tempo si è supposto che l'Upholder fosse stato affondato dalla torpediniera italiana Pegaso al comando del capitano di covetta Francesco Acton, che alle 16:00 del 14 aprile attaccò con bombe di profondità un supposto sommergibile rilevato nella posizione 34° 47' N, 15° 55' E da un aereo da ricognizione CANT Z.506, di scorta al convoglio "Aprilia"; tuttavia, il pilota del velivolo (tenente Pier Luigi Colli) riferì poi che il supposto bersaglio era in realtà un branco di delfini la cui scia era stata erroneamente scambiata per quella di un siluro, e del resto la zona in cui si svolse l'azione era a 100 miglia dalla posizione che era stata assegnata all'Upholder nello sbarramento dei sommergibili britannici.
Sono state avanzate tre ulteriori ipotesi: secondo la prima, il sommergibile potrebbe essere finito in un campo minato al largo di Tripoli nella notte tra l'11 e il 12 aprile; tuttavia un sommergibile, che quasi sicuramente era l'Upholder, fu avvistato in superficie al largo di Misurata il mattino del 13 aprile seguente. Una seconda ipotesi indica come causa di affondamento le intense operazioni anti-sommergibile intraprese dalle forze dell'Asse nelle acque tra Tripoli e Misurata tra il 13 e il 14 aprile, durante un periodo di movimenti di convogli in arrivo e in partenza: in particolare, i motodragamine tedeschi della 6ª Flottiglia (R 9, R 12 e R 15) e la torpediniera italiana Generale Carlo Montanari lanciarono in mare molte bombe di profondità, ma nessuna di essi riferì di aver affondato un battello nemico.
Una terza e più recente ipotesi attribuisce l'affondamento del sommergibile a un gruppo di aerei tedeschi nel pomeriggio del 14 aprile: alle 13:10 due caccia bimotori Messerschmitt Bf 110 e due bombardieri Dornier Do 17, rispettivamente della 8ª e alla 10ª Squadriglia del 3º Gruppo del 26º Stormo Distruttori (III/ZG.26) e impegnati nella scorta al convoglio "Aprilia", avvistarono una scia, probabilmente causata dall'idrofono di un sommergibile, e dopo averla attaccata con bombe osservarono una macchia scura emergere sulla superficie del mare; gli aerei segnalarono con fumogeni galleggianti il punto dell'attacco, e nessun ulteriore rilevamento fu ottenuto in seguito. L'attacco non fu riferito da nessun altro battello alleato in azione quel giorno, e vi è una ragionevole certezza che esso portò all'affondamento o al grave danneggiamento del bersaglio assalito.